# Perłówka zwisła
Perłówka zwisła (Melica nutans) – gatunek byliny z rodziny wiechlinowatych. Występuje w strefie umiarkowanej Europy i Azji na obszarze od Hiszpanii po Kamczatkę, Wyspy Japońskie i wschodnie Chiny. W Polsce jest rośliną dość rozpowszechnioną na całym obszarze.

## Morfologia

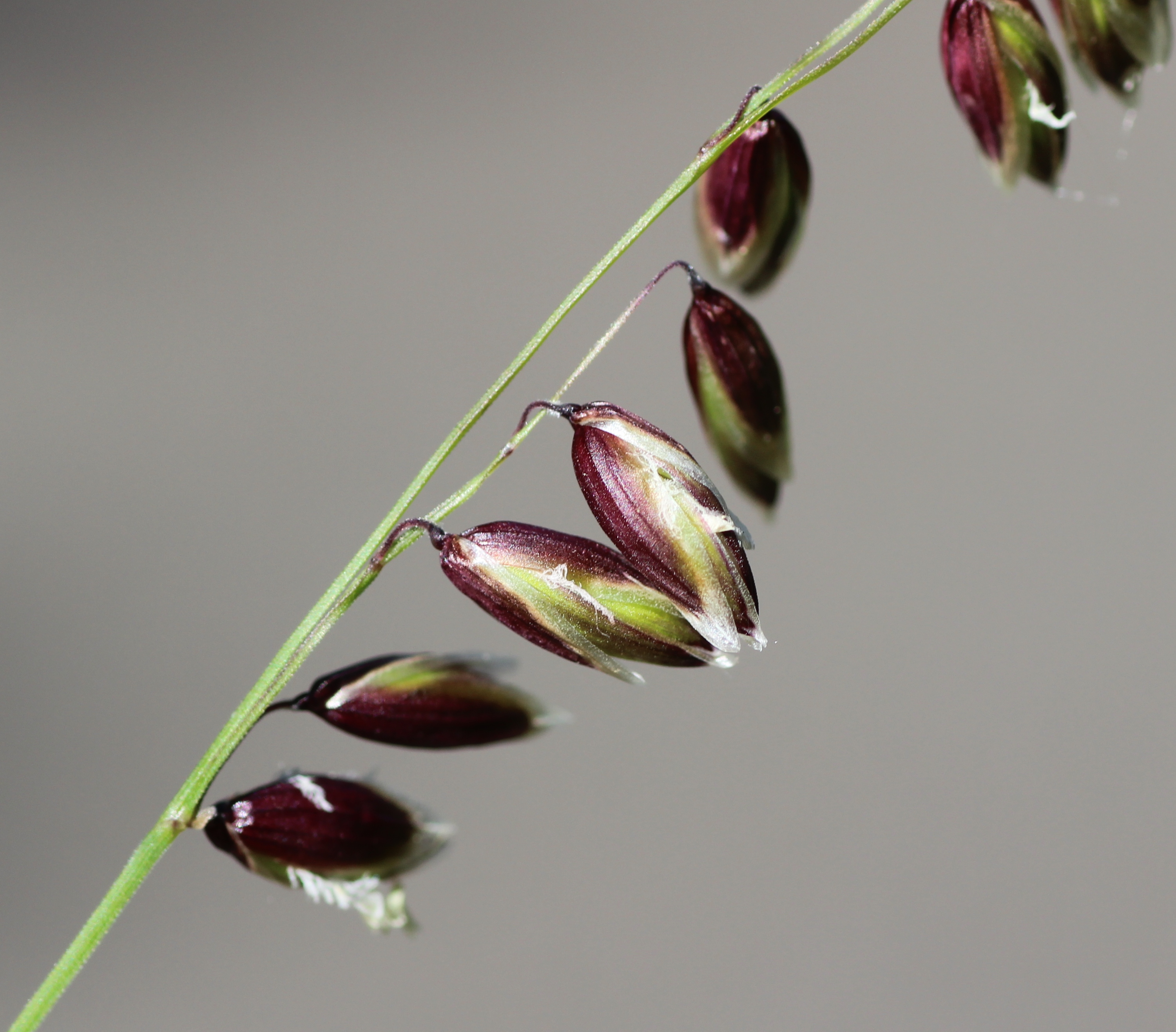
Kłoski

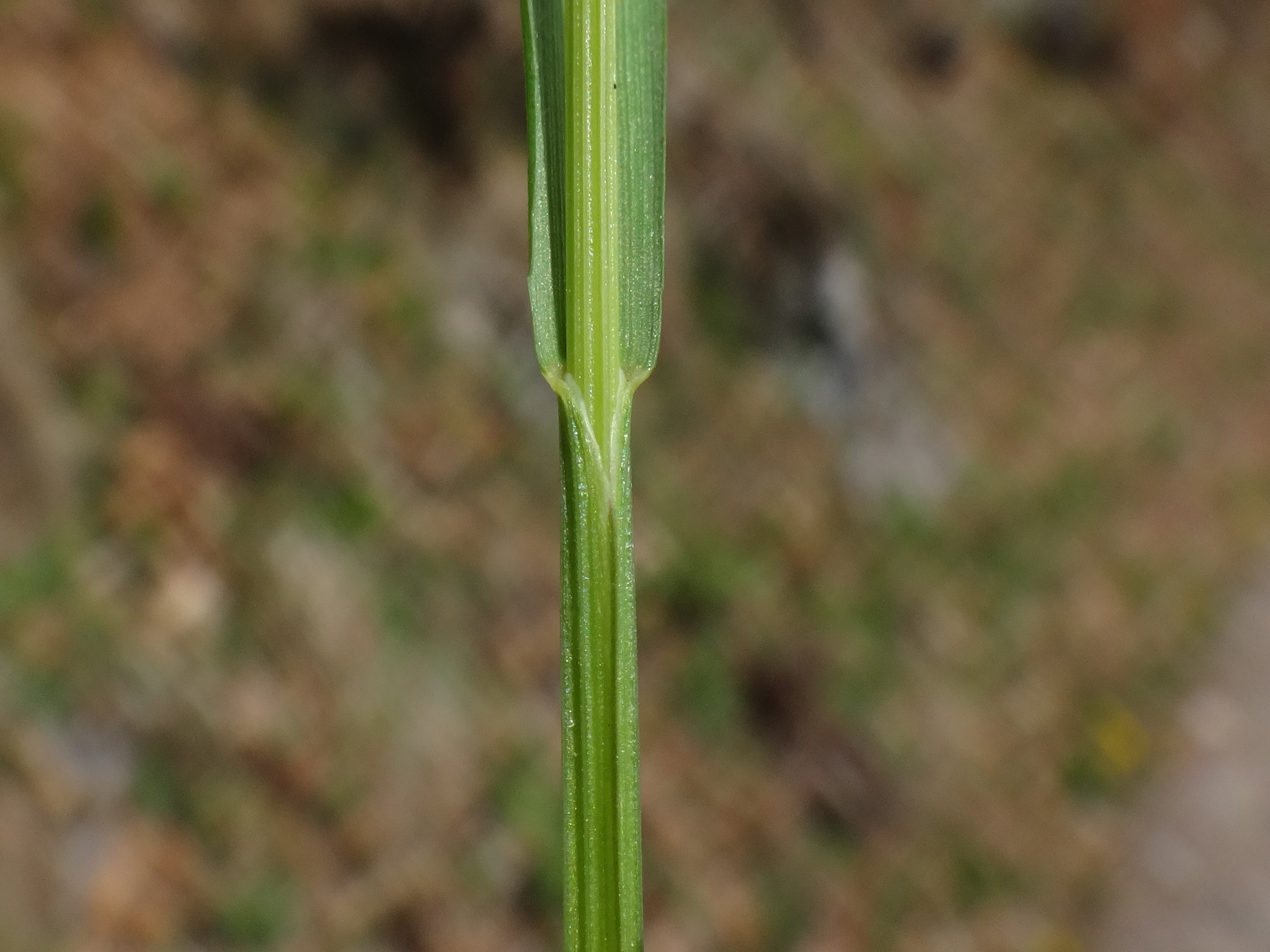
Nasada liścia

PokrójWieloletnia, jasnozielona, luźnokępkowa trawa.
ŁodygaCienkie, słabe źdźbło o wysokości 20–70 cm, przeważnie gładkie.
LiścieMa tylko kilka liści (zwykle nie więcej niż 6) z wybarwionymi purpurowo i szorstkimi pochwami. Blaszki liściowe o szerokości 3-6 mm są zwinięte, lekko orzęsione, na górnej powierzchni szorstkie, na spodniej gładkie. Brunatnego koloru języczek bardzo krótki i ucięty.
KwiatyZebrane w szczytową, jednostronną wiechę złożoną z cienkich, gęsto ustawionych i bardzo krótkich gałązek. Na każdej z nich występuje jeden, czasami dwa kłoski. Kłoski są 2-3 kwiatowe, podczas kwitnienia i po przekwitnięciu zwisające. Mają obupłciowe kwiaty o czerwonobrunatnych plewach z białymi brzegami. Plewa górna i dolna mają identyczną niemal wielkość. Szorstka, naga i cienka plewka dolna jest zakończona suchobłoniastym szczytem bez ości i ma 7-9 nerwów.
OwocZiarniak.
KorzeńPosiada cienkie i długie kłącze, z którego wyrastają liczne rozłogi.

## Biologia i ekologia

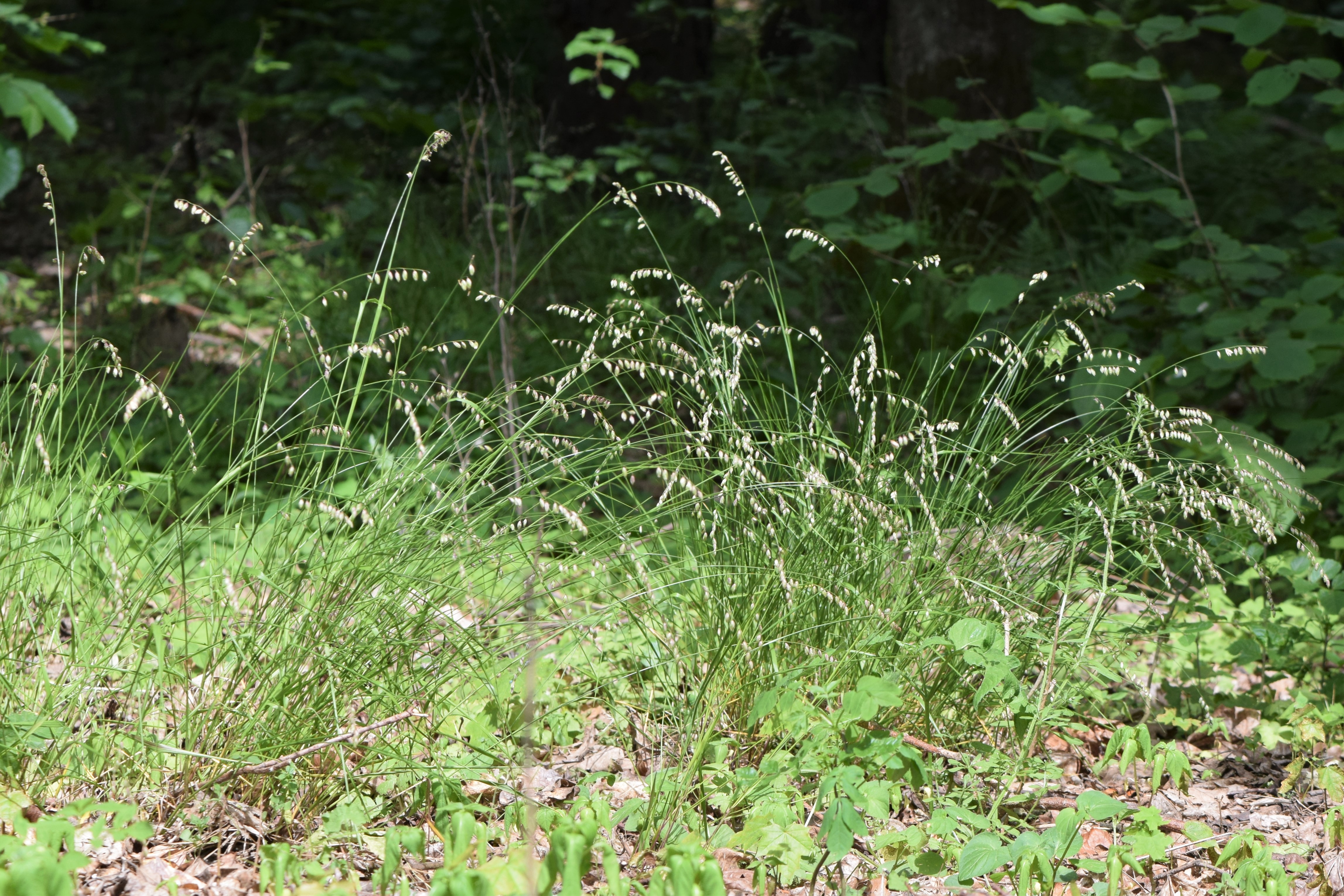
Perłówka zwisła w grądzie

Rośnie w lasach liściastych, rzadziej w zaroślach i zbiorowiskach okrajkowych. Jest geofitem i hemikryptofitem. Preferuje podłoża o odczynie zasadowym. W klasyfikacji zbiorowisk roślinnych gatunek charakterystyczny dla klasy żyznych lasów liściastych Querco-Fagetea.
Roślina trującaCała roślina jest trująca.

## Zmienność
Tworzy mieszańce z perłówką jednokwiatową (Melica uniflora) i kolorową (Melica picta).